# 넬 그윈

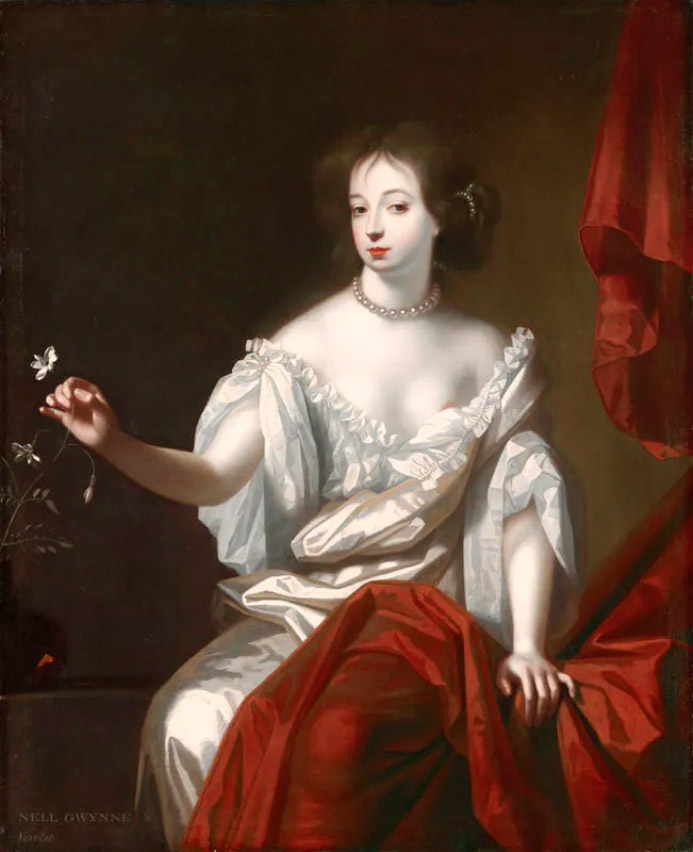
넬 그윈

넬 그윈(Nell Gwyn, 본명: Eleanor Gwyn, 1650년 2월 2일 ~ 1687년 11월 14일)은 왕정복고 기간의 유명인사이다. 찰스 2세의 오랜 정부로 유명하다.